# كحول أولي

ايثانول

البيوتانول

الكحول الاولي هو مركب كيميائي يصنف تبعا للكحولات ونجد ان ذرة الكربون التي تحدد درجة الكحول هي ذرة الكربون المرتبطة بمجموعة الهيدروكسيل مباشرة على حسب المجموعات المتصلة بذرة الكربون المرتبط ب ~OH
أو بمعنى اخر يكون الكحول أولي إذا كانت مجموعة الهايدروكسيل oH- مرتبطة بمجموعة واحدة الكيلية R1
“–CH2OH” كحول اولي
.
أكسدة الكحول الأولي تعطي الدهيد.
بعض المصادر يكون فيها الميثانول ككحول اولي 
بما في ذلك طبعة 1911 من الموسوعة البريطانية 

هبتانول

## تحضير الكحولي الاولي من كحول ثانوي
مثلاً الكحول الثانوي CH3CH(OH)CH3 عند تحوله إلى كحول أولي يكون ذلك حسب الخطوات التالية:
1) يتفاعل الكحول الثانوي CH3CH(OH)CH3 تفاعل حذف باستخدام ( H2SO4 مركز / تسخين ) و الناتج ألكين CH3CH=CH2
2) يتفاعل الألكين CH3CH=CH2 تفاعل إضافة ( هدرجة ) بإضافة H2/Ni ويكون الناتج ألكان CH3CH2CH3
3) يتفاعل الألكان CH3CH2CH3 تفاعل استبدال باستخدام Cl2/ ضوء . وبكون الناتج هاليد أولي CH3CH2CH2CL
4) يتفاعل الهاليد الأولي CH3CH2CH2CL تفاعل استبدال باستخدام (-OH) لينتج عنا أخيراً كحول أولي CH3CH2CH2OH